# Tournoi des Cinq Nations 1964
Navigation
Tournoi 1963 Tournoi 1965
Le Tournoi des Cinq Nations 1964 (4 janvier - 11 avril 1964) a été remporté conjointement par le pays de Galles et l'Écosse. Le pays de Galles, invaincu — deux victoires et deux matches nuls —, réalise un Petit Chelem remarquable par ces deux matches nuls.
C'est le soixante-dixième tournoi britannique et le trente-cinquième Tournoi depuis l'admission de la France en 1910.

## Classement
Légende :
J matches joués, V victoires, N matches nuls, D défaites
PP points pour, PC points contre, Δ différence PP-PC
Pts points de classement (barème : victoire 2 points, match nul 1 point, défaite rien)
T Tenante du titre 1963.
| Rang | Nations        | J | V | N | D | PP | PC | Δ   | Pts |
| ---- | -------------- | - | - | - | - | -- | -- | --- | --- |
| 1    | Pays de Galles | 4 | 2 | 2 | 0 | 43 | 26 | +17 | 6   |
| 1    | Écosse         | 4 | 3 | 0 | 1 | 34 | 20 | +14 | 6   |
| 3    | France         | 4 | 1 | 1 | 2 | 41 | 33 | +8  | 3   |
| 3    | Angleterre (T) | 4 | 1 | 1 | 2 | 23 | 42 | -19 | 3   |
| 4    | Irlande        | 4 | 1 | 0 | 3 | 33 | 53 | -20 | 2   |

- Meilleure attaque : pays de Galles, meilleure défense : Écosse, meilleure différence de points : pays de Galles.

## Résultats
Les matches du Tournoi 1964 sont joués le samedi sur huit dates :
| 4 janvier, Édimbourg      | Écosse         | 10 - 0  | France         |
| 18 janvier 1964, Londres  | Angleterre     | 06 - 6  | Pays de Galles |
| 1er février 1964, Cardiff | Pays de Galles | 11 - 3  | Écosse         |
| 8 février 1964, Londres   | Angleterre     | 05 - 18 | Irlande        |
| 22 février 1964, Paris    | France         | 03 - 6  | Angleterre     |
| 22 février 1964, Dublin   | Irlande        | 03 - 6  | Écosse         |
| 7 mars 1964, Dublin       | Irlande        | 06 - 15 | Pays de Galles |
| 21 mars 1964, Cardiff     | Pays de Galles | 11 - 11 | France         |
| 21 mars 1964, Édimbourg   | Écosse         | 15 - 6  | Angleterre     |
| 11 avril 1964, Paris      | France         | 27 - 6  | Irlande        |

## Les matches de la France
Quelques précisions sur les rencontres des Bleus :

### Écosse - France
| 4 janvier 1964 Temps très obscur ; pluie continuelle. | Écosse                                                             | 10 - 0 (5-0) | France | Murrayfield, Édimbourg Terrain marécageux 40 000 spectateurs Arbitre : R Williams |
| 4 janvier 1964 Temps très obscur ; pluie continuelle. | Essai(s) : 2 I.Laughland, R.Thomson Transformation(s) : 2 S.Wilson |              |        | Murrayfield, Édimbourg Terrain marécageux 40 000 spectateurs Arbitre : R Williams |
| 4 janvier 1964 Temps très obscur ; pluie continuelle. |                                                                    |              |        | Murrayfield, Édimbourg Terrain marécageux 40 000 spectateurs Arbitre : R Williams |

### France - Angleterre
| 22 février 1964 Très beau temps. | France             | 3 - 6 (3-3) | Angleterre                                  | Stade de Colombes Excellent terrain 24 865 spectateurs Arbitre : G Walters |
| 22 février 1964 Très beau temps. | Essai(s) : Darrouy |             | Essai(s) : M Phillips Pénalité(s) : R Hosen | Stade de Colombes Excellent terrain 24 865 spectateurs Arbitre : G Walters |
| 22 février 1964 Très beau temps. |                    |             |                                             | Stade de Colombes Excellent terrain 24 865 spectateurs Arbitre : G Walters |

### Pays de Galles - France
| 21 mars 1964 Temps pluvieux | Pays de Galles                                                               | 11 - 11 (11-3) | France                                                                       | Arms Park, Cardiff Terrain lourd 55 000 spectateurs Arbitre : H Laidlaw |
| 21 mars 1964 Temps pluvieux | Essai(s) : Watkins Transformation(s) : K Bradshaw Pénalité(s) : 2 K Bradshaw |                | Essai(s) : Crauste Transformation(s) : Albaladejo Pénalité(s) : 2 Albaladejo | Arms Park, Cardiff Terrain lourd 55 000 spectateurs Arbitre : H Laidlaw |
| 21 mars 1964 Temps pluvieux |                                                                              |                |                                                                              | Arms Park, Cardiff Terrain lourd 55 000 spectateurs Arbitre : H Laidlaw |

### France - Irlande
| 11 avril 1964 Beau temps ensoleillé ; fort vent avantageant la France puis l'Irlande | France | 27 - 6 (14-3) | Irlande                                    | Stade de Colombes Très bon terrain. 21 640 spectateurs Arbitre : G Walters |
| 11 avril 1964 Beau temps ensoleillé ; fort vent avantageant la France puis l'Irlande | Essai(s) : 6 Crauste, M Lira, Darrouy (2), Arnaudet, Herrero Transformation(s) : 3/6 Albaladejo Drop(s) : Dedieu |               | Essai(s) : P.Casey (en) Drop(s) : C.Gibson | Stade de Colombes Très bon terrain. 21 640 spectateurs Arbitre : G Walters |
| 11 avril 1964 Beau temps ensoleillé ; fort vent avantageant la France puis l'Irlande | |               |                                            | Stade de Colombes Très bon terrain. 21 640 spectateurs Arbitre : G Walters |